# Étienne Terme
 (mai 2024).
Si vous disposez d'ouvrages ou d'articles de référence ou si vous connaissez des sites web de qualité traitant du thème abordé ici, merci de compléter l'article en donnant les références utiles à sa vérifiabilité et en les liant à la section « Notes et références ».
Étienne Terme (Le Plagnal, 25 décembre 1791 - Le Plagnal, 12 décembre 1834) est un prêtre diocésain français souvent surnommé le deuxième Apôtre du Vivarais. Il est le fondateur des sœurs de Saint-Régis, congrégation religieuse qui a fusionnée en 1993 avec cinq autres instituts pour donner les sœurs de Saint Joseph.

## Biographie
Ses parents, Marie-Anne et Baptiste, étaient de simples paysans au Plagnal près de Langogne à la limite de la Lozère.
Baptisé le lendemain de sa naissance, on lui donne comme saint patron protecteur celui que l'on célèbre le jour de son baptême : saint Étienne proto-martyr.
Il grandit en Ardèche, berger du petit troupeau familial, alors que la France est en pleine Terreur, les prêtres étaient alors proscrits, traqués et contraints de se cacher. Étienne Terme sera enfant de chœur et domestique, pour subvenir aux frais d'études.
Avec le nouveau curé, l'abbé Barrial, il suit des leçons de latin, puis va à l'école, une année à Langogne, avant d'entrer, à Thueyts, chez les Frères de l'instruction chrétienne[Lequel ?], collège dirigé par l'abbé Boisson. En 1810, il entre au grand séminaire, rouvert après la Révolution par M. Vernet, sulpicien, pour enfin être ordonné prêtre le 25 mars 1815, en la cathédrale de Valence. Sa formation auprès de sulpiciens marquera sa spiritualité.
En moins de 20 ans, il exerce un ministère des plus variés : prêtre de paroisse, il célèbre les sacrements, enseigne la foi chrétienne aux enfants et aux adultes. Il visite les malades et cherche des dons pour les plus démunis, orateur très estimé pour sa foi et son don de lui-même, il est beaucoup sollicité pour prêcher dans d'autres paroisses, sans argent, comptant sur la Providence et la générosité de bienfaiteurs, il crée de nombreuses écoles (éducation des enfants pauvres en particulier et école du dimanche pour les femmes) où il envoie 2 ou 3 sœurs de la jeune congrégation de Saint Régis qu'il fonde et suit de près la formation des sœurs. Il suscite la création de nombreux groupes (Confréries pour les jeunes filles, jeunes garçons, femmes, hommes), il écrit diverses règles de vie tant pour les sœurs que pour les groupes paroissiaux,
Nommé curé d'Aps (ancienne appellation d'Alba-la-Romaine), à vingt-quatre ans, de 1815 à 1824, dans une paroisse ruinée, il y rassemble, le 21 novembre 1821, un groupe de jeunes femmes qui forme le noyau de la Congrégation enseignante des sœurs de Saint-Jean-François-Régis dont la mission est si essentielle au lendemain de la Révolution où tant de besoins se faisaient criants dans les campagnes, pour l'éducation des enfants, le soutien des plus pauvres et l'évangélisation. Sœur Claire (Mme Marconnet, de La-Chapelle-sous-Aubenas), en est la première supérieure, simplement accompagnée de sœur Angélique et sœur Victoire.
Avec le rétablissement du diocèse de Viviers, en 1823, le nouvel évêque, monseigneur André Molin[précision nécessaire], forme une équipe de prêtres, les 'Missionnaires de Saint Régis', qui doivent s'installer à Lalouvesc le 10 juin 1824, important lieu de pèlerinage au tombeau de l'apôtre du Vivarais, saint Jean-François Régis. Étienne Terme a alors trente-trois ans, et il loue une maison pour recevoir les pèlerines. Cette maison est tenue par deux jeunes filles de la région qui deviendront bientôt membres de sa congrégation des sœurs de Saint-Régis. Après sœur Agnès, qui doit rejoindre son oncle, le curé Barrial, au Plagnal, la direction de la communauté est confiée à sœur Thérèse Couderc, en 1828.
En 1833, il envoie à Saint-Étienne-de-Lugdarès, auprès de son ami, le curé Jean-Pierre Bourret, sœur Saint-Joseph, première supérieure générale des Sœurs de Sainte-Marie et de Saint-Étienne, qui deviendra Congrégation en 1849, après la mort du père Bourret.
En 1824, il est envoyé comme missionnaire avec trois autres prêtres à La Louvesc, lieu du tombeau de saint Jean François Régis qui attire des milliers de pèlerins. Il sillonne le diocèse pour des missions paroissiales. Il fonde une maison pour accueillir dignement de pauvres jeunes garçons et leur apprendre un métier, il lance une rubanerie pour donner du travail aux jeunes femmes avec plus ou moins de succès.
Il est très en lien avec Pauline Jaricot, lyonnaise fondatrice de l'œuvre de la Propagation de la Foi (devenue les œuvres pontificales missionnaires) très engagée dans le catholicisme social. 
En 1825, il signe un nouvel acte d'achat, cette fois non pour une école mais pour une maison d'accueil de pèlerines à La Louvesc. En 1829, il fait sa retraite chez les jésuites à Vals et c'est déterminant pour la communauté de la Louvesc pour laquelle sœur Thérèse Couderc demandait que la vie religieuse s'y vive dans de meilleures conditions en offrant aux femmes qui y étaient accueillies d'être aidées pour leur pèlerinage.  Effectivement dès son retour de retraite, le P. Terme décide que les sœurs feraient les exercices de saint Ignace et se formeraient pour... « proposer à chaque âme ce qui lui convient selon le temps, les besoins et la capacité de son esprit. Pour les femmes, il faut que cela se fasse par les femmes. » Intuition qui renouvelle une tradition ancienne : direction spirituelle ou accompagnement spirituel ne sont pas forcement liés au ministère ordonné, ni au sacrement de réconciliation.
Il fait appel aux jésuites pour former les sœurs. Dans son esprit, les retraites deviennent l’œuvre majeure comme le laisse entendre une lettre adressée à Pauline Jaricot en 1833. Ce sont les fondements de la congrégation de Notre Dame du Cénacle dont sainte Thérèse Couderc est considérée comme la fondatrice.
En septembre 1834, Étienne Terme est le maître d’œuvre de la cérémonie du transfert des reliques de saint Jean François Régis qui voit une foule de plus de 25 000 personnes monter à  La Louvesc
Une dernière mission en Vivarais, le conduit, via Viviers, Alba, Mayres et Lanarce, jusqu'au Plagnal. Après une défaillance en chaire, il est transporté chez les religieuses, où il meurt le 12 décembre, peu de temps avant ses quarante-trois ans.

## Vénération et souvenir
- Le 23 août 1882, monseigneur Bonnet ordonna l'exhumation de son corps. Les ossements recueillis un à un, furent renfermés dans une caisse de bois de sapin, aujourd'hui au Plagnal, dans un coffret en plomb, placé dans un mur de l'église.
- Sa croix de missionnaire, son évangile et vingt-trois lettres autographes sont conservés à Aubenas.